# Sakari Tuomioja
Sakari Severi Tuomioja (29. srpna 1911, Tampere – 9. září 1964, Helsinky) byl finský politik a diplomat. V letech 1953–1954 byl premiérem Finska, ve vládě, jež měla zemi dovést k předčasným volbám. Krom toho byl ministrem zahraničních věcí (1951-1952), ministrem financí (1944-1945), ministrem obchodu (1950–1951). V letech 1945–1955 byl guvernérem centrální banky (Suomen Pankki). Původně byl představitelem liberální Národně progresivní strany (Kansallinen Edistyspuolue). Po jejím rozpadu v roce 1951 založil, spolu s menší částí členů, stranu Liberální liga (Vapaamielisten liitto). V roce 1956 byl jejím neúspěšným kandidátem na prezidenta, v prvním kole parlamentního hlasování skončil třetí s 57 hlasy.
Jako velvyslanec sloužil v Londýně (1955–1957) a Stockholmu (1961–1964). Působil též v administrativě OSN, kde proslul především svou rolí zprostředkovatele během konfliktu kyperských Řeků a Turků roku 1964. Byl též na misi OSN v Laosu.
Vystudoval práva na Helsinské univerzitě, absolvoval roku 1937. 